# A Division 1942-1943 (Irlanda)
La stagione 1942-1943 è stata la ventiduesima edizione della League of Ireland, massimo livello professionistico del calcio irlandese.

## Classifica finale
|  |     | Classifica finale 1942-1943 | Pt | G  | V  | N | P  | GF | GS | DR  |
|  | --- | --------------------------- | -- | -- | -- | - | -- | -- | -- | --- |
|  | 1.  | Cork Utd                    | 27 | 18 | 12 | 3 | 3  | 42 | 14 | +28 |
|  | 2.  | Dundalk                     | 26 | 18 | 11 | 4 | 3  | 40 | 22 | +18 |
|  | 3.  | Drumcondra                  | 23 | 18 | 9  | 5 | 4  | 47 | 34 | +13 |
|  | 4.  | Shamrock Rovers             | 20 | 18 | 8  | 4 | 6  | 36 | 28 | +8  |
|  | 5.  | Shelbourne                  | 19 | 18 | 7  | 5 | 6  | 35 | 28 | +7  |
|  | 6.  | St. James's Gate            | 18 | 18 | 7  | 4 | 7  | 31 | 30 | +1  |
|  | 7.  | Limerick                    | 17 | 18 | 8  | 1 | 9  | 41 | 38 | +3  |
|  | 8.  | Bohemians                   | 16 | 18 | 6  | 4 | 8  | 28 | 34 | -6  |
|  | 9.  | Brideville                  | 11 | 18 | 3  | 5 | 10 | 25 | 39 | -14 |
|  | 10. | Bray Unknowns               | 3  | 18 | 1  | 1 | 16 | 14 | 72 | -58 |

### Verdetti
- Cork United campione d'Irlanda 1942-1943.

## Statistiche

### Squadre
- Maggior numero di vittorie:  Cork Utd (12)
- Minor numero di sconfitte:  Cork Utd e  Dundalk (3)
- Migliore attacco:  Drumcondra (47 gol fatti)
- Miglior difesa:  Cork Utd (14 gol subìti)
- Miglior differenza reti:  Cork Utd (+28)
- Maggior numero di pareggi:  Drumcondra,  Shelbourne e  Brideville (5)
- Minor numero di pareggi:  Limerick e  Bray Unknowns (1)
- Maggior numero di sconfitte:  Bray Unknowns (16)
- Minor numero di vittorie:  Bray Unknowns (1)
- Peggiore attacco:  Bray Unknowns (14 gol fatti)
- Peggior difesa:  Bray Unknowns (72 gol subìti)
- Peggior differenza reti:  Bray Unknowns (-58)

### Capocannoniere
|  | Gol | Marcatore     | Squadra  |
|  | --- | ------------- | -------- |
|  | 16  | Sean McCarthy | Cork Utd |